# Eunereis hardyi
Eunereis hardyi är en ringmaskart som först beskrevs av Monro 1930.  Eunereis hardyi ingår i släktet Eunereis och familjen Nereididae. Inga underarter finns listade i Catalogue of Life.